# エンダーのゲーム (映画)
『エンダーのゲーム』（Ender's Game）は、オースン・スコット・カードによる同名の小説を原作とした2013年のアメリカ合衆国のSFアクション映画。監督・脚本はギャヴィン・フッドが務め、エイサ・バターフィールドが主人公のエンダー・ウィッギンを演じる。他にハリソン・フォード、ベン・キングズレー、アラミス・ナイト、ヘイリー・スタインフェルド、ジミー・ピンチャク、ヴィオラ・デイヴィス、アビゲイル・ブレスリンが共演する。日本では、映画配給の英語に『Distributed by BUENA VISTA INTERNATIONAL』で表記される作品としては本作が最後である。『ニード・フォー・スピード』以降は『Distributed by WALT DISNEY STUDIOS MOTION PICTURES INTERNATIONAL』が表記される。

## キャスト
※括弧内は日本語吹替
- アンドリュー・“エンダー”・ウィッギン（英語版） - エイサ・バターフィールド[8]（逢坂良太）
- ハイラム・グラッフ大佐（英語版） - ハリソン・フォード[9]（磯部勉）
- ペトラ・アーカニアン（英語版） - ヘイリー・スタインフェルド[10]（佐藤聡美）
- ヴァレンタイン・ウィッギン（英語版） - アビゲイル・ブレスリン[9][10]（白石涼子）
- メイザー・ラッカム（英語版） - ベン・キングズレー[11]（麦人）
- グウェン・アンダースン少佐 - ヴィオラ・デイヴィス[12]（斉藤貴美子）
- ビーン（英語版） - アラミス・ナイト[9]（沢城みゆき）
- アーライ - スラージ・パーサ[9]（桑島法子）
- ボンソー・マドリッド - モイセス・アリアス[9]（内山昂輝）
- ディンク・ミーカー - カイリン・ランボ（英語版）[9]（木村昴）
- ピーター・ウィッギン（英語版） - ジミー・ピンカク（英語版）[9]（阪口周平）
- ダップ軍曹 - ノンソー・アノジー[13]（乃村健次）
- バーナード - コナー・キャロル[9]（田谷隼）
- スティルソン - カレブ・J・タガード[14]
- ジョン・ポール・ウィッギン（英語版） - スティーヴィー・レイ・ダリモア[13]（志村知幸）
- テレサ・ウィッギン（英語版） - アンドレア・パウエル[13]（田中敦子）
- フライ・モロ - ブランドン・スー・フー[11]（朝比奈拓見）
- シャムラジナガル提督 - トニー・マーカンダニ（大友龍三郎）
- パイロットの声 - オースン・スコット・カード[15]（カメオ出演）

## 製作

### 企画
1985年に『エンダーのゲーム』が出版されて以来、オースン・スコット・カードは映画化権とアーティスティック・コントロールを保有していた。カードによると、1980年代と1990年にハリウッドのスタジオに売る機会はいくつかあったが、創造性の違いにより断念された。1996年にカードが共同設立したフレスコ・ピクチャーズの下で彼自身が脚本を書く事となった。
2003年に脚本はワーナー・ブラザースに提出され、調整のためにデイヴィッド・ベニオフとD・B・ワイスが雇われ、さらにウォルフガング・ペーターゼンが監督に指名された。だがその4年後、カードはそれまでのどの脚本にも基づかない新たな脚本を執筆した。
2009年2月、カードはオッド・ロット・エンターテインメントで脚本が完成し、製作チームを集め始めていることを発表した。2010年9月、ギャヴィン・フッドがプロジェクトに着手し、脚本と監督の両方を務めることが発表された。2010年11月、カードは映画のストーリーが『エンダーのゲーム』と『エンダーズ・シャドウ』を融合させたものであり、両方の重要な要素に焦点が当てられると述べた。2011年11月28日、ロベルト・オーチーとアレックス・カーツマンがプロデューサーを務めることが発表された。
2011年4月28日、サミット・エンターテインメントはデジタル・ドメインと共に配給権を獲得した。ギャヴィン・フッドは自身が執筆した脚本を使って監督する。撮影監督はドナルド・マカルパインが務める。クリエイティブ・プロデューサーはK/Oペーパー・プロダクツのロベルト・オーチーとアレックス・カーツマン、ファイナンシャル・プロデューサーはジジ・プリッツカーとリンダ・マクドナフが務める。他に15年以上にわたってカードと共に映画化企画に取り組んでいたチャートフ・プロダクションズのリン・ヘンディーとロバート・チャートフがプロデューサーを務める。ブリガムヤング大学の新聞『The Universe』のインタビューでカードは自身が初期段階でプロデューサーを務め、脚本は100%フッドのものであると述べた。

### 撮影
撮影は2012年2月27日にニューオーリンズで始まった。

## 封切り
日本では2014年1月18日に全国474スクリーンで公開された。全国映画動員ランキング（興行通信社調べ）では初登場9位で、公開初週の土日2日間で成績は動員5万3,748人、興収6,898万9,350円となった。